# Bóng rổ tại Đại hội Thể thao châu Á 1958
Bóng rổ là một trong 14 bộ môn thể thao được tổ chức tại Đại hội Thể thao châu Á 1958 ở Tokyo, Nhật Bản. Nó được tổ chức từ 25 tháng 5 đến 1 tháng 6 năm 1958.

## Huy chương giành được
| Nội dung | Vàng | Bạc | Đồng |
| -------- | --- | --- | --- |
| Nam      | Bản mẫu:Lá cờIOC2team Carlos Loyzaga Ramon Manulat Antonio Villamor Carlos Badion Constancio Ortiz Eduardo Lim Emilio Achacoso Francis Wilson Francisco Lagarejos Kurt Bachmann Leonardo Marquicias Loreto Carbonell Mariano Tolentino Martin Urra | Bản mẫu:Lá cờIOC2team Chen Tsu-lieh Hoo Cha-pen Darren Fuh Emilio Li Lue Jih-ran Ling Jing-huan Huang Kwok-young Lai Lam-kwong Tong Suet-fong Cheng Te-yuan William Sy Shu Yao-huang Loo Yee-shine Wang Yih-jiun | Bản mẫu:Lá cờIOC2team Atsunosuke Kimura Hideo Kanekawa Hiroshi Saito Kaoru Wakabayashi Kenichi Imaizumi Kiyoshi Aoki Manabu Fujita Reijiro Kawamoto Sadao Sugawara Setsuo Nara Shoji Kamata Shutaro Shoji Takashi Itoyama Takeo Sugiyama |

## Kết quả

### Vòng loại

#### Bảng A
| Đội                | Pld | W | L | PF  | PA  | PD  | Pts |
| ------------------ | --- | - | - | --- | --- | --- | --- |
| Trung Hoa Dân Quốc | 3   | 3 | 0 | 270 | 205 | +65 | 6   |
| Hàn Quốc           | 3   | 2 | 1 | 304 | 229 | +75 | 5   |
| Indonesia          | 3   | 1 | 2 | 224 | 293 | −69 | 4   |
| Campuchia          | 3   | 0 | 3 | 247 | 318 | −71 | 3   |

| 25 tháng 5 |  | Hàn Quốc | 127–92 | Campuchia |  | Metropolitan Gymnasium, Tokyo |

| 25 tháng 5 |  | Trung Hoa Dân Quốc | 102–64 | Indonesia |  | Metropolitan Gymnasium, Tokyo |

| 26 tháng 5 |  | Hàn Quốc | 108–64 | Indonesia |  | Metropolitan Gymnasium, Tokyo |

| 26 tháng 5 |  | Trung Hoa Dân Quốc | 95–72 | Campuchia |  | Metropolitan Gymnasium, Tokyo |

| 27 tháng 5 |  | Indonesia | 96–83 | Campuchia |  | Metropolitan Gymnasium, Tokyo |

| 27 tháng 5 |  | Trung Hoa Dân Quốc | 73–69 | Hàn Quốc |  | Metropolitan Gymnasium, Tokyo |

#### Bảng B
| Đội         | Pld | W | L | PF  | PA  | PD   | Pts |
| ----------- | --- | - | - | --- | --- | ---- | --- |
| Philippines | 2   | 2 | 0 | 207 | 100 | +107 | 4   |
| Thái Lan    | 2   | 1 | 1 | 143 | 168 | −25  | 3   |
| Mã Lai      | 2   | 0 | 2 | 131 | 213 | −82  | 2   |

| 25 tháng 5 |  | Philippines | 97–40 | Thái Lan |  | Metropolitan Gymnasium, Tokyo |

| 26 tháng 5 |  | Mã Lai | 71–103 | Thái Lan |  | Metropolitan Gymnasium, Tokyo |

| 27 tháng 5 |  | Philippines | 110–60 | Mã Lai |  | Metropolitan Gymnasium, Tokyo |

#### Bảng C
| Đội       | Pld | W | L | PF  | PA  | PD  | Pts |
| --------- | --- | - | - | --- | --- | --- | --- |
| Nhật Bản  | 2   | 2 | 0 | 174 | 147 | +27 | 4   |
| Singapore | 2   | 1 | 1 | 178 | 166 | +12 | 3   |
| Hồng Kông | 2   | 0 | 2 | 147 | 186 | −39 | 2   |

| 25 tháng 5 |  | Nhật Bản | 85–70 | Hồng Kông |  | Metropolitan Gymnasium, Tokyo |

| 26 tháng 5 |  | Singapore | 101–77 | Hồng Kông |  | Metropolitan Gymnasium, Tokyo |

| 27 tháng 5 |  | Nhật Bản | 89–77 | Singapore |  | Metropolitan Gymnasium, Tokyo |

### Vòng cuối

#### Xếp hạng 7 đến 10
| Đội       | Pld | W | L | PF  | PA  | PD  | Pts |
| --------- | --- | - | - | --- | --- | --- | --- |
| Campuchia | 3   | 3 | 0 | 287 | 252 | +35 | 6   |
| Hồng Kông | 3   | 2 | 1 | 262 | 248 | +14 | 5   |
| Indonesia | 3   | 1 | 2 | 263 | 266 | −3  | 4   |
| Mã Lai    | 3   | 0 | 3 | 248 | 294 | −46 | 3   |

| 28 tháng 5 |  | Hồng Kông | 79–92 | Campuchia |  | Metropolitan Gymnasium, Tokyo |

| 28 tháng 5 |  | Indonesia | 98–84 | Mã Lai |  | Metropolitan Gymnasium, Tokyo |

| 29 tháng 5 |  | Mã Lai | 86–102 | Campuchia |  | Metropolitan Gymnasium, Tokyo |

| 29 tháng 5 |  | Indonesia | 78–89 | Hồng Kông |  | Metropolitan Gymnasium, Tokyo |

| 30 tháng 5 |  | Indonesia | 87–93 | Campuchia |  | Metropolitan Gymnasium, Tokyo |

| 30 tháng 5 |  | Mã Lai | 78–94 | Hồng Kông |  | Metropolitan Gymnasium, Tokyo |

#### Nhà vô địch
| Đội                | Pld | W | L | PF  | PA  | PD  | Pts |
| ------------------ | --- | - | - | --- | --- | --- | --- |
| Philippines        | 5   | 4 | 1 | 452 | 391 | +61 | 9   |
| Trung Hoa Dân Quốc | 5   | 4 | 1 | 443 | 394 | +49 | 9   |
| Nhật Bản           | 5   | 4 | 1 | 424 | 389 | +35 | 9   |
| Hàn Quốc           | 5   | 2 | 3 | 414 | 427 | −13 | 7   |
| Singapore          | 5   | 1 | 4 | 358 | 441 | −83 | 6   |
| Thái Lan           | 5   | 0 | 5 | 392 | 441 | −49 | 5   |

| 28 tháng 5 |  | Trung Hoa Dân Quốc | 92–81 | Singapore |  | Metropolitan Gymnasium, Tokyo |

| 28 tháng 5 |  | Philippines | 99–85 | Hàn Quốc |  | Metropolitan Gymnasium, Tokyo |

| 28 tháng 5 |  | Nhật Bản | 97–77 | Thái Lan |  | Metropolitan Gymnasium, Tokyo |

| 29 tháng 5 |  | Trung Hoa Dân Quốc | 76–67 | Thái Lan |  | Metropolitan Gymnasium, Tokyo |

| 29 tháng 5 |  | Nhật Bản | 74–66 | Hàn Quốc |  | Metropolitan Gymnasium, Tokyo |

| 29 tháng 5 |  | Philippines | 93–55 | Singapore |  | Metropolitan Gymnasium, Tokyo |

| 30 tháng 5 |  | Hàn Quốc | 101–91 | Thái Lan |  | Metropolitan Gymnasium, Tokyo |

| 30 tháng 5 |  | Nhật Bản | 83–71 | Singapore |  | Metropolitan Gymnasium, Tokyo |

| 30 tháng 5 |  | Trung Hoa Dân Quốc | 93–88 | Philippines |  | Metropolitan Gymnasium, Tokyo |

| 31 tháng 5 |  | Philippines | 82–75 | Thái Lan |  | Metropolitan Gymnasium, Tokyo |

| 31 tháng 5 |  | Trung Hoa Dân Quốc | 85–87 | Nhật Bản |  | Metropolitan Gymnasium, Tokyo |

| 31 tháng 5 |  | Hàn Quốc | 91–66 | Singapore |  | Metropolitan Gymnasium, Tokyo |

| 1 tháng 6 |  | Thái Lan | 82–85 | Singapore |  | Metropolitan Gymnasium, Tokyo |

| 1 tháng 6 |  | Philippines | 90–83 | Nhật Bản |  | Metropolitan Gymnasium, Tokyo |

| 1 tháng 6 |  | Trung Hoa Dân Quốc | 97–71 | Hàn Quốc |  | Metropolitan Gymnasium, Tokyo |

## Vòng cuối
| Hạng | Đội                | Pld | W | L |
| ---- | ------------------ | --- | - | - |
|      | Philippines        | 7   | 6 | 1 |
|      | Trung Hoa Dân Quốc | 8   | 7 | 1 |
|      | Nhật Bản           | 7   | 6 | 1 |
| 4    | Hàn Quốc           | 8   | 4 | 4 |
| 5    | Singapore          | 7   | 2 | 5 |
| 6    | Thái Lan           | 7   | 1 | 6 |
| 7    | Campuchia          | 6   | 3 | 3 |
| 8    | Hồng Kông          | 5   | 2 | 3 |
| 9    | Indonesia          | 6   | 2 | 4 |
| 10   | Mã Lai             | 5   | 0 | 5 |